# Kručica (Dubrovačko Primorje)
Kručica is een plaats in de gemeente Dubrovačko Primorje in de Kroatische provincie Dubrovnik-Neretva. De plaats telt 34 inwoners (2001).